# Faf Larage
Faf Larage, właśc. Raphaël Mussard (ur. 6 marca 1971 w Marsylii) – francuski raper, pochodzący z Reunion.
Jego piosenka „Le Souteneur (Monsieur Claude)” została wykorzystana w wydanej w 2004 roku grze komputerowej Hitman: Kontrakty, z kolei utwór „Pas le temps” w 2006 roku stał się motywem przewodnim czołówki serialu Prison Break (w Polsce znanego pod tytułem Skazany na śmierć).

## Dyskografia

### Albumy solowe
- Le Retour de L’âme soul (1996)
- C’est ma cause (1999)
- Rap Stories (single: „Pas le temps”, „Ta Meuf (La Caille)”, „C’est De L’Or” (oraz Taïro), „C’est pas ma faute”) (2007)

### Albumy z udziałem innych wykonawców
- La Garde (oraz Shurik’N) (2000)
- Flic$ & Hor$ La Loi (oraz Gomez et Dubois) (2003)
- We Luv New York (oraz Akhenaton) (2011)
- Extended Play, Vol. 1 (oraz Damiani) (2015)
- Extended Play, Vol. 2 (oraz Damiani) (2016)

### Minialbumy
- Le Pack Ego Trip : Hip Hop Non Stop ... 2000 (1999)